# Bébé express
Pour plus de détails, voir Fiche technique et Distribution.
Bébé express est un téléfilm français réalisé par François Dupont-Midy et diffusé en 1991.

## Synopsis
Agathe Aucler est un auteur à succès. Interviewée pour son dernier livre sur le plateau d'une émission littéraire, elle fait part de sa phobie et de sa répugnance des enfants. Tandis que ses parents se félicitent de la prestation de leur fille chérie, sa grand-mère quant à elle s'en époumone et meurt brutalement. Agathe est son héritière. Tout pourrait aller pour le mieux, mais lors de la lecture du testament chez le notaire, Agathe apprend que pour toucher les 300 millions de mamy, il faut avoir un enfant dans les deux années à venir. Stupeur pour Agathe et son mari, mais aussi pour l'attachée de presse d'Agathe qui pense que la carrière littéraire de celle-ci est finie. Néanmoins, Agathe et son mari décident de procréer afin de toucher cette somme rondelette. Las, Agathe complètement bloquée, dixit le psychiatre se révèle stérile et le temps passe... Commencent les visites à la DASS, dans les assiociations d'enfants du bout du monde ; les délais étant très longs, Agathe et son mari décident d'opter pour l'insémination artificielle. Après bien des péripéties, l'heureuse élue sera la secrétaire de monsieur. Le jour de la naissance tout le monde se congratule et se félicite. De retour à la maison le jeune couple est attendu par le représentant de l'une des associations portant dans ses bras un ravissant bébé. Le lendemain, ils reçoivent un coup de fil de la DASS leur annonçant la venue d'un enfant. Quelques mois plus tard nous retrouvons dans le parc d'Agathe quatre nurses poussant des landaus tandis que celle-ci enfin enceinte clot le cortège

## Fiche technique
- Titre : Bébé express
- Réalisation : François Dupont-Midy
- Scénario : Valentine Albin et Claude Lemesle
- Société de production : Caméras Continentales
- Date de première diffusion :  France : 20 mars 1991

## Distribution
- Jean-Luc Moreau : Daniel Dumas
- Michèle Laroque : Agathe Auclaire
- Valerie Rojan : Marie, la mère porteuse
- Richard Darbois : Marc, le meilleur ami d'Agathe
- Guy Grosso : Paul Auclère, le père d'Agathe
- Odette Laure : la mère d'Agathe
- Annie Grégorio : Gigi
- Philippe Khorsand : Directeur de l'agence des mères porteuses
- Bernard Pinet : Médecin Cauchemar
- Gérard Lemaire : le prêtre
- Caroline Pascal : Sandrine
- Charlotte Julian : l'assistante sociale de la DASS
- Natacha Amal : Prétendante mère porteuse
- Lili Cognard
- Sylvie Huguel
- Marcel Jullian
- William Leymergie